# Gunther von Fritsch
Gunther von Fritsch est un réalisateur, monteur et directeur de la photographie autrichien né le 15 juillet 1906 à Pola (Autriche-Hongrie), mort le 27 août 1988 à Pasadena (É.-U.).

## Filmographie

### comme Réalisateur
- 1936 : Wanted -- A Master
- 1941 : This Is the Bowery
- 1943 : Fala
- 1943 : Seeing Hands
- 1944 : Somewhere, U.S.A.
- 1944 : La Malédiction des hommes-chats (The Curse of the Cat People)
- 1946 : Fala at Hyde Park
- 1946 : Traffic with the Devil
- 1947 : Cigarette Girl
- 1947 : Give Us the Earth!
- 1948 : Going to Blazes!
- 1949 : Heart to Heart
- 1950 : Wrong Son
- 1950 : Big Town (série télévisée)
- 1953 : Stolen Identity
- 1954 : Flash Gordon (série télévisée)
- 1958 : Bronco (série télévisée)
- 1958 : Lawman (série télévisée)
- 1958 : 77 Sunset Strip (série télévisée)
- 1970 : Snow Bear

### comme Monteur
- 1930 : Si l'empereur savait ça
- 1936 : Redes
- 1938 : Magie africaine

### comme Directeur de la photographie
- 1947 : Give Us the Earth!